# Leyes de Manu
Las Leyes de Manu es un importante texto sánscrito de la sociedad antigua de la India.

## Nombre sánscrito
- Manu-samjitaa (‘recopilación de Manu’).[1]
  - manusaṃhitā, en AITS (alfabeto internacional de transliteración sánscrita).
  - मनुसंहिता, en alfabeto devanagari.

- Maanava-dharma-shaastra (‘escritura sagrada sobre religión [proveniente] de Manu’).
  - mānavadharmaśāstra, en alfabeto AITS
  - मानवधर्मशास्त्र, en alfabeto devanagari.

- Manu-smriti (‘texto de tradición de Manu).
  - manusmṛiti, en alfabeto AITS
  - मनुस्मृति en alfabeto devanagari.

## Datación
Según el texto, esas doctrinas fueron dictadas por el sabio Manu (quien en la religión hinduista es el antepasado común de toda la humanidad) a los rishis que le habían pedido que los iluminara. Como todos los textos hinduistas, carece de datación. Por el tipo de idioma sánscrito clásico, se desprende que es posterior en varios siglos al sánscrito védico (que se utilizó en el norte de la India hasta el siglo VII a. C. aproximadamente).
Varios historiadores creen que el texto fue escrito durante o después del reinado del rey hinduista Púsiamitra Shunga (alrededor del siglo III a. C.), quien persiguió a los budistas y los echó de la India. Después de la ruptura de los imperios Mauria y Shunga, hubo un periodo de incertidumbre que llevó a un aumento del interés en normas sociales ultraconservadoras.
Según Romila Thapar, «La severidad de los dharma shastras (escrituras sobre religión) fue sin duda un comentario que surgió de la inseguridad de los ortodoxos ante una era de fluctuaciones».
- Sir William Jones (1746-1794): 1250-500 a. C.[4]
- Friedrich Schlegel (1772-1829): antes del 1000 a. C.[4]
- Monier Monier-Williams (1819-1899): 500 a. C.[4]
- Johaentgen: 350 a. C.[4]
- Burnell: 100 a 500 d. C.[4][5][6]
- Thomas J. Hopkins (1971), fue escrito entre el 200 a. C. y el 100 d. C.[7]
- Encyclopedia Britannica Concise, el texto se ha preservado desde el siglo I a. C.[8]
- Hermann Kulke y Dietmar Rothermund (1986) fue escrito entre los siglos II y III d. C.[9]
- Gavin Flood (1996) fue escrito «entre el siglo II a. C. y el III d. C.».[10]
- John Keay (2000), su forma final fue puesta por escrito en el siglo II d. C.[11]
- Patrick Olivelle (2005): siglo II o III d. C., según evidencias numismáticas, y la mención de monedas de oro como pago de multas.[12]
- Burjor Avari (2007) fue escrito entre el siglo II a. C. y el II d. C.[13]

Estos tipos de textos dhármicos son notables también porque no dependieron de la autoridad de ninguna escuela védica en particular, por lo que fueron el punto de partida de una tradición independiente que enfatizaba el dharma (deber religioso) por sí mismo y no por sus orígenes refrendados por los textos Vedas.

### Traducciones
- En 1794, sir William Jones (1746-1794) tradujo las leyes de Manu con el nombre de The institutes of Manu (‘los estatutos de Manu’), siendo la primera obra en sánscrito traducida a un idioma europeo.
- En 1797, el alemán Huttner lo tradujo al idioma alemán.
- En 1884 se publicó en Londres otra excelente traducción, comenzada por A. C. Burnell y completada por el profesor estadounidense E. W. Hopkins (1857-1932), bajo el título The ordinances of Manu (‘las ordenanzas de Manu’).
- En 1886 apareció la competente versión de Johann Georg Bühler, con una larga introducción (como el volumen 25 de los Libros sagrados de Oriente).[15]
- En 1893 el profesor Georges Strehly publicó en París una elegante traducción francesa, Les lois de Manou, que integraba uno de los volúmenes de los Annales du Musée Guimet.
- En 1912 el español José Alemany y Bolufer (1866-1934) lo tradujo de la versión en francés (aunque dice «traducido del sánscrito»), con el nombre de Mánava Dharma Zástra, o libro de las leyes de Manu.[16]
- En 1924 el español V. García Calderón lo tradujo de la versión en francés.[17]

## Contenido
Las leyes de Manu son uno de los 18 smritis [‘recordado’, texto tradicional] del Dharmashastra. No es parte de la literatura shruti [‘escuchado’, texto revelado por los dioses]. Contiene 2031 (o 2648) versos, repartidos en 12 capítulos, que presentan reglas y códigos de conducta que debían ser aplicados por los individuos y la sociedad. Algunas de esas leyes codifican el sistema de cuatro castas y las etapas de la vida de los «nacidos dos veces» (miembros de las tres castas superiores).
- El primer capítulo relata la creación del mundo (mediante una serie de emanaciones de la Deidad autoexistente, Swaiambhu), el mítico origen del propio texto, y las grandes ventajas espirituales que se pueden obtener si se estudia su contenido.
- Los capítulos dos a seis relatan el modo de vida y la regulación de la conducta apropiada de los «nacidos dos veces» (los miembros de las tres castas superiores, que han sido iniciados en la religión mediante la investidura con el cordón sagrado).
  - Primero se describe el periodo de estudiante brahmachari (un tiempo de disciplina ascética dedicada al estudio de los Vedás bajo un maestro brahmán).
  - Luego se explican las principales obligaciones del grijasta (que vive en el hogar), cómo elegir una esposa, el matrimonio, el mantenimiento del fuego sagrado, los sacrificios a los dioses, las fiestas para los familiares fallecidos, el ejercicio de la hospitalidad. También las numerosas restricciones, regulando su conducta diaria, son discutidas en detalle especialmente en lo relativo a su ropa, comida, relaciones sexuales, y limpieza ceremonial.
  - Después de esto viene la descripción del tipo de vida exigida a aquellos que eligen pasar sus años de declinación como ermitaños y ascetas.
- El séptimo capítulo da cuenta de la dignidad divina y de las diversas obligaciones y responsabilidades de los reyes, ofreciendo en conjunto un alto ideal del oficio real.
- El capítulo octavo trata del procedimiento en los pleitos civiles y criminales y del castigo apropiado que deberán enfrentar las diferentes clases de criminales.
- Los siguientes dos capítulos hacen conocer las costumbres y leyes que gobiernan a la mujer, el divorcio, los derechos de propiedad, la herencia, y las ocupaciones legales de cada casta.
- El undécimo capítulo se ocupa principalmente de los varios tipos de penitencia a que deben someterse aquellos que quieren liberarse de las malignas consecuencias de sus malas acciones.
- El duodécimo capítulo expone la doctrina del karma, involucrando la reencarnación en la escala ascendente y descendente, de acuerdo a los méritos o deméritos de la vida presente. Los versos de cierre están dedicados al esquema panteísta de salvación que conduce a la absorción en la Deidad impersonal Brahman.

### Algunas leyes de Manu
- «Piensa bien antes de actuar, habla de acuerdo con la verdad, mira por dónde caminas y filtra el agua que has de beber» (6.46).

Se debe a que cada persona debe pensar bien las cosas antes de actuar ya que pueden causar problemas 
- «Uno debe saber que son puros las moscas  , las gotas de agua, las sombras, una vaca, un caballo, los rayos del sol, el polvo, la tierra, el aire y el fuego» (5.133).

Carne
- «Son asesinos tanto el hombre que permite (la muerte de un animal), el que lo mata, el que lo corta en pedazos, el que lo vende, el que lo compra, el que cocina la carne, el que la sirve y el que la come» (5.51).
- «El consumo de carne proveniente de un sacrificio ha sido declarado que es una regla de los dioses; pero comer carne en otras ocasiones, se considera una conducta de raksasas (caníbales)» (5.31).
- «Un duiya [nacido dos veces] que conoce la ley no debe comer carne excepto en conformidad con la ley; si come carne de manera ilícita, después de la muerte será comido por sus víctimas, sin poder defenderse» (5.33).
- «El que come carne de manera ilícita perecerá de muerte violenta en tantas reencarnaciones como pelos haya tenido el animal matado» (5.38).
- «Uno puede comer carne cuando ha sido salpicada con agua mientras se recitaban mantras, también cuando un brahmán así lo desea, o cuando uno está ocupado de acuerdo con la ley, o cuando su vida está en peligro» (5.27).
- «El que come carne cuando hace un sacrificio a los dioses o una ofrenda a los antepasados no comete pecado, ya sea que la haya comprado, que la haya recibido como regalo, o que él mismo haya matado al animal» (5.32).
- «Se puede matar y comer un animal al ofrecer la mezcla de miel [a un huésped], cuando se hace un sacrificio a los dioses o cuando se hace una ofrenda a los antepasados, pero en ninguna otra circunstancia: eso proclama Manu» (5.41).
- «El hombre que durante la ceremonia religiosa rehúsa comer carne de los animales sacrificados ―cuando está obligado a ello por la ley, después de su muerte renacerá como animal durante veintiún transmigraciones sucesivas» (5.34).

- «Los días pares (siendo el día de luna nueva el 1.º) se conciben varones, y los días impares se conciben niñas. Por eso un hombre que quiera tener hijos varones debe copular a su esposa los días pares» (3.48).
- «Un hijo varón se produce debido a que hay mayor cantidad de secreción masculina. Una hija mujer se produce debido a una mayor cantidad de secreción femenina. Si ambas secreciones fueran iguales, se producirá un hermafrodita, o mellizos varón y hembra. La concepción fallará si ambos cónyuges son débiles o si generan poca cantidad de secreción» (3.49).
- «La mujer debe ser cuidada por su padre, por su hermano, por su esposo y por los hermanos de su esposo. En otras palabras, deben hablarle dulcemente y proveerle comida, buena ropa y adornos, y así mantenerla contenta. Los hombres que quieran conseguir una gran prosperidad y felicidad nunca deben hacer sufrir a una mujer» (3.55).
- «Manu le asignó a la mujer cama, asiento, adornos, deseos impuros, rabia, deshonestidad, malicia y mala conducta» (9.17).
- «La mujer no puede realizar rituales con las Escrituras, así lo dice la ley. La mujer no tiene fuerza ni Escrituras, y es falsa: esa es una regla fija» (9.18).
- «Un hombre de 30 años debe casarse con una niña de 12 años que le guste. Un hombre de 24 con una niña de 8 años de edad» (9.94).
- «Aunque el esposo carezca de virtudes, o busque sexo [en otras personas] o esté desprovisto de buenas cualidades, la esposa fiel debe adorarlo constantemente como a un dios» (5.154).

Castigos
- «La primera vez que se descubre a un ladrón se le deben amputar dos dedos. La segunda vez, una mano y un pie. Al tercer robo, el ladrón debe sufrir la muerte» (9.277).
- «Si el ladrón hurta de noche, el rey debe cortarle ambas manos, y empalarlo por el ano con una estaca puntiaguda» (9.276).
- «El que rompe un tanque de agua debe ser ahogado hasta morir, o matado con algún otro castigo mortal. Pero si puede pagar por el daño, debe pagar también una multa extra» (9.279).
- «El orfebre que actúa deshonestamente es la más nociva de las espinas: el rey debe hacerlo cortar en pedazos a cuchillo» (9.292).

Se pueden ver más leyes de Manu en Wikiquote.

## Críticas y controversia
Las leyes de Manu es la escritura del hinduismo que más ha sido criticada por los eruditos coloniales británicos, los defensores de los dalit (intocables) y por los historiadores marxistas. Ha sido quemado en público por varios de estos grupos.
El único verso del Manusmriti que apoya un sistema de castas no hereditario sino «vocacional», es el 10.65:

Así como el hijo de un shudrá (esclavo) puede alcanzar el rango de brāhmana, igualmente el hijo de un brāhmana puede alcanzar el rango de shudrá. Lo mismo pasa para el que nace como vaishia (agricultor o comerciante) o como kshatría (militar político).

Según el escritor Madhu Kishwar, antes de la invasión británica el Manusmriti era uno más de los numerosos textos oscuros del hinduismo. Los británicos lo habrían «resucitado» porque necesitaban crear un código civil que los hinduistas pudieran aceptar.
Subhash C. Sharma opina que como el hinduismo es una religión personal sin un concepto de canon rígido, el Manusmriti se puede considerar un texto sin importancia, que no refleja la doctrina fundamental de la religión:

Los smritis ―en particular el Manusmriti (las Leyes de Manu)― generalmente presentan una visión sociorreligiosa exagerada, tendenciosa y engañosa, expuesta por un cierto número de antiguos sabios. Los extranjeros tienden a suponer erróneamente que esos libros son una parte importante del hinduismo.

El hinduismo no tiene una jerarquía organizada de sacerdotes. No hay una figura religiosa centralizada, a pesar de haber tantos acharias y gurús, cada uno tiene una cantidad limitada de seguidores. Este autor condena a los invasores británicos por haber propagado la idea de que el Manu sámjita era el libro supremo de leyes de la India, ya que de esa manera podían ridiculizar fácilmente el hindu dharma (la religión de los hinduistas) y denigrar a las personas de origen indio.
Sin embargo, figuras hinduistas prominentes, como Rabindranath Tagore (1861-1941), Swami Vivekananda (1863-1902), Srila Prabhupada (1896-1977), Dayananda Sarasvati y Sarvepalli Radhakrishnan sostuvieron que este texto es auténtico y una fuente de información válida acerca del dharma.
También fue apreciado por figuras occidentales como Annie Besant (1847-1933) y Piotr Uspenski (1878-1947).
En el primer volumen de La voluntad de poder, Nietzsche escribió: «Cerrad la Biblia y abrid el Manu smriti para conocer la realidad»
También es mencionado brevemente en El Anticristo:

Yo leo con sentimiento opuesto el Código de Manu, obra incomparablemente más intelectual y superior: sería un pecado contra el Espíritu el nombrarle juntamente con la Biblia. Pronto se comprende por qué: porque tiene detrás de sí una verdadera filosofía; la tiene en sí, y no solamente un judaísmo maloliente, mezcla de rabinismo y de superstición: da a morder algo, hasta al psicólogo más estragado. No olvidemos lo principal, la diferencia fundamental de toda especie de Biblia; con el Código de Manu, las clases nobles, los filósofos y los guerreros conservan su poder sobre las masas: por todas partes valores nobles, un sentido de perfección, una afirmación de la vida, un sentimiento triunfal de satisfacción de sí mismo y de la vida; el sol luce en ese libro iluminándole. [...] Yo no conozco libro alguno en que se diga a la mujer tantas cosas buenas y tiernas como en el Código de Manu; aquellos viejos santones tratan a la mujer con una gracia y delicadeza que acaso no ha sido superada nunca. «La boca de una mujer ―se lee allí―, el seno de una joven, la oración de un niño, el humo del sacrificio, son siempre puros». Y en otro lugar: «No hay nada más puro que la luz del sol, la sombra de una vaca, el aire, el agua, el fuego y la respiración de una joven». Un último pasaje, que es quizá también una santa mentira: «Todas las aberturas del cuerpo por encima del ombligo son puras, las de debajo son impuras. Solo en la virgen es puro todo el cuerpo».
Friedrich Nietzsche, El anticristo

Y en El crepúsculo de los ídolos, escribió:

Examinemos ahora el otro caso de lo que llaman moral: el de la cría de una raza y una especie determinada. El ejemplo más grandioso nos lo ofrece la moral hinduista, sancionada como religión en la Ley de Manu. Aquí se plantea la tarea de criar a un mismo tiempo nada menos que cuatro razas: una sacerdotal, otra guerrera, otra de comerciantes y labradores, y otra de siervos (los sudras). Está claro que aquí no estamos ya entre domadores de animales: solo para planificar una cría semejante se requiere un tipo de hombres cien veces más apacibles y racionales. Si venimos de respirar ese aire de hospital y de cárcel que es el aire cristiano, respiraremos aliviados al entrar en este mundo más sano, más elevado y más amplio. ¡Qué miserable resulta el Nuevo Testamento en comparación con Manu!
Friedrich Nietzsche, en El crepúsculo de los ídolos